# Wellington (provincie)
 De provincie Wellington was een provincie van Nieuw-Zeeland van 1853 tot 1876. 

## Gebied
In het gebied dat de provincie Wellington zou worden, begon de Europese nederzetting in Port Nicholson (nu Wellington Harbour) en aan de monding van de Whanganui. De nederzetting van Hawke's Bay begon een decennium later rond 1850.
De provincie beheerste een groot deel van de zuidelijke helft van het Noordereiland, ongeveer hetzelfde gebied dat nu bekend staat als de regio's Manawatū-Whanganui en Wellington. 
In het midden van het eiland deelde de provincie Wellington een grens met de provincie Auckland. In het westen, net buiten de stad Waverley, lag de zuidelijke grens van de provincie Taranaki. 
In het oosten lag de grens met de provincie Hawke's Bay, net ten zuiden van Woodville. Deze provincie werd op 1 november 1858 gescheiden van de provincie Wellington. 

De voormalige provinciegrenzen van Wellington omvatten vier van de belangrijkste stedelijke gebieden van Nieuw-Zeeland: Wellington, Palmerston North, Whanganui en Kapiti. Andere grote steden zijn Feilding, Levin en Masterton. Uit de telling van 2001 bleek dat 626.000 mensen binnen de oude provinciegrenzen leefden.   

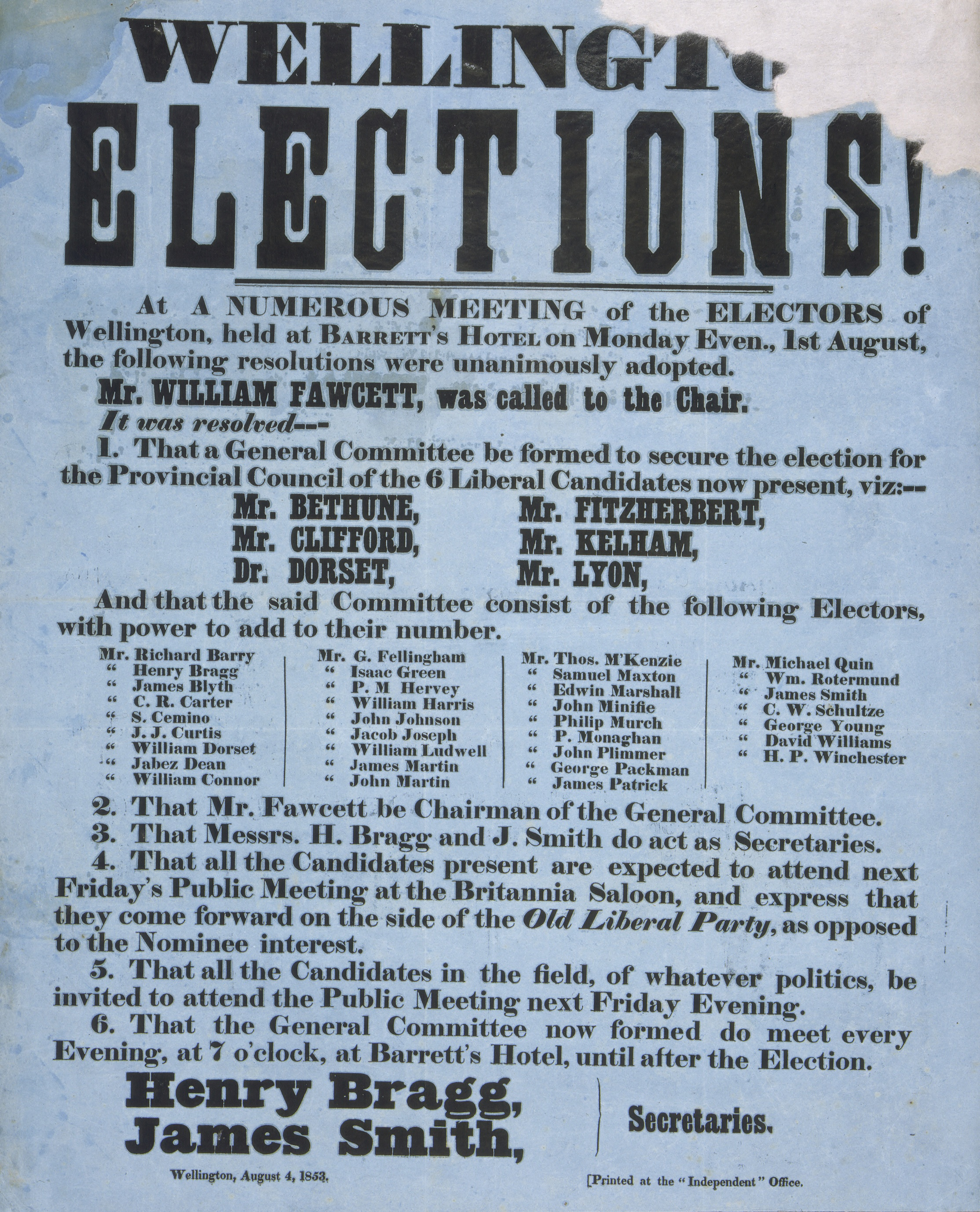
Affiche voor de verkiezingen van de provincieraad van Wellington in 1853

## Jubileum
De Nieuw-Zeelandse wet voorziet voor elke provincie een jubileumdag. De jubileumdag van Wellington valt op de maandag die het dichtst bij 22 januari valt, en wordt beschouwd als een feestdag binnen de oude provinciegrenzen.

## Opzichters
De provincie Wellington had twee opzichters:
| Nr. | van           | tot            | Opzichter           |
| 1   | 2 juli 1853   | 14 maart 1870  | Isaac Featherston   |
| 2   | 28 april 1871 | 1 januari 1877 | William Fitzherbert |

## Wetgeving
De enige twee wetten van de oude provincieraad die nog van kracht zijn, zijn de Manawatu Racecourse Act 1869 en de Wanganui And Rangitikei Raceourses Act 1862.